# Бой у Мудвила
Бой у Мудвила (англ. Battle of Moedwil) — один из боев партизанского периода Второй англо-бурской войны. 30 сентября 1901 года британский отряд полковника Кекевича, расположившийся возле фермы Мудвил, западнее Рюстенбурга, отбил атаку бурских коммандос Де ла Рея и Яна Кемпа.
Большую часть сентября 1901 года бурский генерал Де ла Рей действовал в районе Зееруста, преследуемый двумя британскими колоннами под командованием полковников Кекевича и Фетерстонхау.
22 сентября 1901 года Кекевич перешел со своей колонной через реку Магато в поисках буров вдоль реки Эландс. Во второй половине дня 29 сентября он прибыл на ферму Мудвил, расположенную на реке Селонс, примерно в 25 км к западу от Рустенбурга. За неделю разведывательного поиска у Кекевича не было контакта ни с одним буром, и поэтому он полагал, что противника поблизости не было.
Выбрав это место, 800 человек под его командованием разбили ночлег. В качестве поддержки у него было три орудия и пулемет «Виккерс». Выбор места для лагеря был неудачным, так как он просматривался со всех сторон.
Буры были полностью осведомлены о положении и размерах колонны. Де ла Рей связался с генералом Кемпом, и вместе они спланировали нападение на лагерь Кекевича.
Около 5 утра 30 сентября Кемп начал атаку на лагерь. Кемп послал два фланговых крыла, чтобы окружить британский лагерь, в то время как главный удар из центра наносился от реки Селонс. Несмотря на предупреждение дозорного пикета, нападение стало полной неожиданностью для британцев; после начала обстрела их лошади в беспорядке бросились из лагеря.
Поскольку отступление было невозможно без оставления припасов, Кекевич приказал своим людям приблизиться к берегу реки и вступить в ближний бой и выбить буров с их господствующей позиции. Большое количество британских офицеров и солдат были скошены пулями буров во время медленно проходившей контратаки.
Около 6 часов утра буры, у которых стали заканчиваться боеприпасы, поняв, что столкнулись с очень крепким, сильно превосходящим в численности противником, стали отходить.
Британские потери составили 61 человек убитыми и 158 ранеными, включая Кекевича. Однако в часовом бою было потеряно более 300 лошадей и тягловых животных. Потери буров составили 11 убитых и 35 раненых, 10 взятых в плен.
Кекевич двинулся на восток к Магато-Неку, на полпути между Мудвилом и Рустенбургом, для пополнения.